# Iwaniska (gemeente)
De gemeente Iwaniska is een landgemeente in het Poolse woiwodschap Święty Krzyż, in powiat Opatowski.
De zetel van de gemeente is in Iwaniska.
Op 30 juni 2004 telde de gemeente 7136 inwoners.

## Oppervlakte gegevens
In 2002 bedroeg de totale oppervlakte van gemeente Iwaniska 105,03 km², waarvan:
- agrarisch gebied: 76%
- bossen: 18%

De gemeente beslaat 11,52% van de totale oppervlakte van de powiat.

## Demografie
Stand op 30 juni 2004:
| Omschrijving                   | Totaal | Totaal | Vrouwen | Vrouwen | Mannen | Mannen |
| ------------------------------ | ------ | ------ | ------- | ------- | ------ | ------ |
| eenheid                        | aantal | %      | aantal  | %       | aantal | %      |
| inwoners                       | 7136   | 100    | 3502    | 49,1    | 3634   | 50,9   |
| bevolkingsdichtheid (inw./km²) | 67,9   | 67,9   | 33,3    | 33,3    | 34,6   | 34,6   |

In 2002 bedroeg het gemiddelde inkomen per inwoner 1243,01 zł.

## Administratieve plaatsen (sołectwo)
Boduszów, Borków, Dziewiątle, Garbowice, Gryzikamień, Iwaniska, Jastrzębska Wola, Kamieniec, Kopiec, Kujawy, Krępa, Łopatno, Marianów, Mydłów, Nowa Łagowica, Przepiórów, Radwan, Skolankowska Wola, Stobiec, Stara Łagowica, Toporów, Tęcza, Ujazd, Wojnowice, Wzory, Wygiełzów, Zaldów.

## Overige plaatsen
Planta, Sobiekurów, Haliszka, Zielonka, Kamienna Góra, Podzaldów

## Aangrenzende gemeenten
Baćkowice, Bogoria, Klimontów, Lipnik, Łagów, Opatów, Raków